# Aleksander Karol Bernard Laski

Herb własny Aleksandra Karola Bernarda Laskiego

Aleksander Karol Bernard Laski (ur. 1 marca 1796 w Warszawie, zm. 15 sierpnia 1850 w Warszawie) – polski bankier żydowskiego pochodzenia.
Urodził się jako syn Karola Jana Laskiego i córki Szmula Zbytkowera Atalii Józefy Adolfiny (1776-1850). 
Nic nie wiadomo o jego młodości. Był współwłaścicielem domu bankowego założonego przez ojca, a po jego śmierci przejętego m.in. przez drugiego męża matki Aleksandra - Samuela Fraenkla. Położył znaczne zasługi przy przeprowadzanej przez rząd Królestwa Kongresowego pożyczce wewnętrznej za co w 1839 został wyróżniony dziedzicznym szlachectwem Królestwa Polskiego z herbem Laski.
Odznaczony Orderem Świętego Stanisława III klasy.
Był żonaty ze swą cioteczną siostrą Zofią Bertą Tischler (1802-1870), z którą miał siedmioro dzieci: Stefanię Klementynę Elizę (ur. 1820, zm. w XIX w.), Józefę Emilię (ur. 1824, zm. w XIX w.), Zofię Julię (ur. 1827, zm. w XIX w.) Aleksandra Wiktora Antoniego Józefa (1828-1880, bankiera w Warszawie i Londynie), Bertę Marię Karolinę (ur. 1829), i Władysława Karola Jana Tadeusza (1831-1889, bankiera, działacza społecznego) i Wiktorię Franciszkę Matyldę (ur. 1834).
Nie wiadomo gdzie został pochowany.